# 装甲艦
装甲艦（そうこうかん）は、鉄ではなく鋼の装甲を施した軍艦を指す用語である。日本では甲鉄艦ともいい、明治時代にはより一般的な名称であった。装甲艦という種別は装甲の存在を表すものであり、艦の用途や艦形に関するものではない。そのため動力も手漕ぎ、帆走や蒸気機関による機走などさまざまなものが用いられ、船の大きさも数百トン程度から一万トンに及ぶものまで、実に様々であった。
なお、19世紀末以降20世紀前半の戦艦、装甲巡洋艦から発展した巡洋戦艦も、19世紀以来の定義では装甲艦であるが、今日ではこれらを別分類とし、初期の装甲艦のみを指す艦種名称として用いられることが多い。

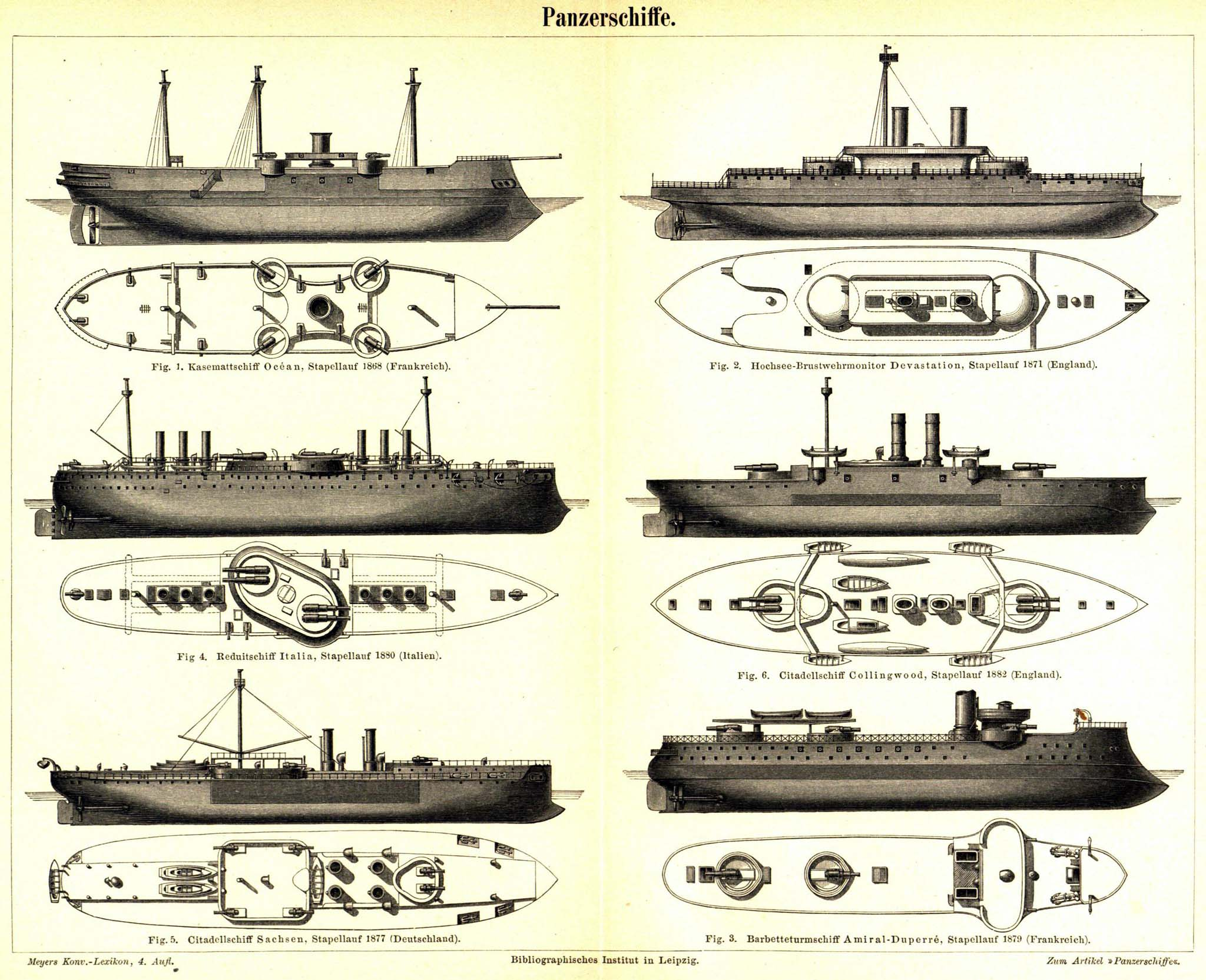
各国の装甲艦を描いたイラスト。左からフランス装甲艦「オセアン級」、イギリス装甲艦「デバステーション級」、イタリア装甲艦「イタリア級」、イギリス装甲艦「コリンウッド」、ドイツ装甲艦「ザクセン級」、フランス装甲艦「アミラル・デュプレ」。

## 装甲艦の歴史

### 黎明期
鉄の装甲を持った装甲艦の誕生以前、火砲や矢などの投射兵器に対する防御としては厚い木の板が用いられていた。戦列艦は分厚いチーク材などで船体を構成していた。大砲用着発信管式炸裂弾の実用化以前においては、大砲は攻城戦で城壁を壊す目的ならともかく、装甲貫通力に劣るぶどう弾・鎖弾などや、舷側からの発射には不向きの臼砲用時限信管式炸裂弾を除けば、多数の敵兵を殺戮する目的には適さず、そのため当時の艦船は小口径の大砲を大量に装備する事で補っており、そのため木材による防御でも十分であった。この当時、時限信管式炸裂弾を発射可能な臼砲を主兵装とする臼砲艦が存在したが、対地攻撃専用で対艦戦闘には向かなかった。日本の安宅船でも銃弾や矢を防ぐために盾板と呼ぶ厚い木の板をめぐらせたり、竹筒を並べた防御構造を有していたりした（なお#日本史における装甲艦も参照）。
しかし、ヨーロッパで大砲用砲弾として着発信管式高性能炸裂弾が実用化されると、従来の防御では不十分となった。クリミア戦争中の1853年に起きたシノープの海戦の結果、木造艦船に対しては大砲で投射される着発信管式炸裂弾が圧倒的な威力を発揮することが、ヨーロッパでは広く認識された。
他方、19世紀前半には、後述のジーメンス法などの製鉄技術の進歩により、装甲用の鋼板生産が可能となっていた。動力面で蒸気船、特に舷側武装の邪魔とならないスクリュー推進が実用化されていたことと合せて、軍艦に重い鉄の装甲を施すための技術的条件が揃っていた。
こうして1854年に、世界で最初の装甲艦がフランスで建造された。これはクリミア戦争にフランスが参戦するに当たって、主に陸上砲台との交戦を想定して設計したもので、110mmの鉄板と440mmのオーク材で強固に装甲されていたが、帆走と150馬力の蒸気機関による最高速力はわずか数ノットの浮き砲台だった。そのうちの「ラブ（Lave）」以下3隻は、1855年に黒海で実戦投入され、大きな成果を挙げた。その効果を見たイギリスも、同種の装甲浮砲台の建造を開始した。

### 19世紀

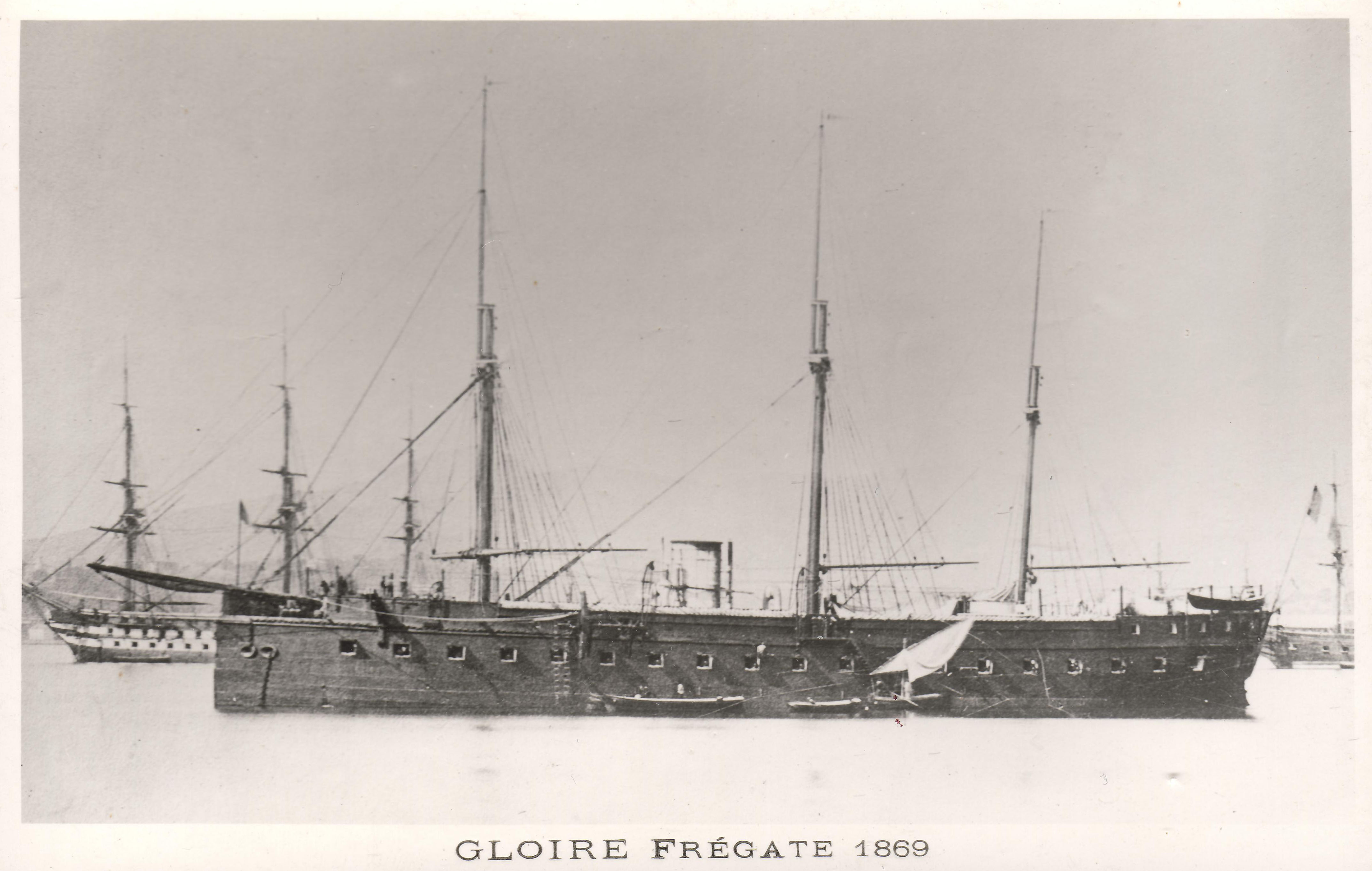
1859年進水の装甲艦ラ・グロワール

現在、記録に残る世界初の航洋装甲艦は1859年にフランス海軍が進水させた機走可能な装甲艦ラ・グロワールである。「ラ・グロワール」は排水量5,635トン、163mm後装砲36門、舷側装甲120mmを持ち、速力13ノットを発揮する軍艦史上初の防御装甲を持ち、長距離航行可能な軍艦であった。この後すぐに1860年にイギリスの「ウォーリア」が進水し、この流れに続けと列強各国はこぞって機帆装甲艦を建造するようになった。
同じく19世紀後半、ロシア海軍など内海を活動範囲とする海軍でも、沿岸防備用として多くの装甲艦が用いられた。
初期には帆走装甲艦が主であったものの、アメリカ南北戦争で1861年に南軍が装甲艦「マナサス」を就役させて以降は、蒸気機関を備える機帆走装甲艦が多数を占めるようになった。航続距離が短くても構わない沿岸用の装甲艦には、帆走設備を廃止するものも現れた。
装甲艦への武装方式にも改良が行われていった。アメリカ連合国のバージニアに見られるように従来の戦列艦・フリゲートと同じ砲列甲板式の舷側砲が使用されていたが、次第に比較的少数の巨砲を搭載するようになり、ケースメート式の中央砲郭艦、バーベット上に配置する露砲塔艦（バーベット艦）、砲塔を有する砲塔艦（ターレット艦）などが開発されていった。砲塔艦の中には、艦中央付近に左右非対称に2基の砲塔を積んだものもあり、中央砲塔艦(清国海軍 定遠など)と呼ばれる。沿岸用の装甲艦では、砲塔艦の特殊な類型として、帆走を廃止して極端な低乾舷としたモニター艦が出現した。装甲艦同士のハンプトン・ローズ海戦で互いに装甲を貫通できなかったことは、装甲を打ち破るために巨砲搭載が進むきっかけとなった。また、火砲以外に衝角が装着され、リッサ海戦などの戦訓から重要視された。

### 20世紀以降

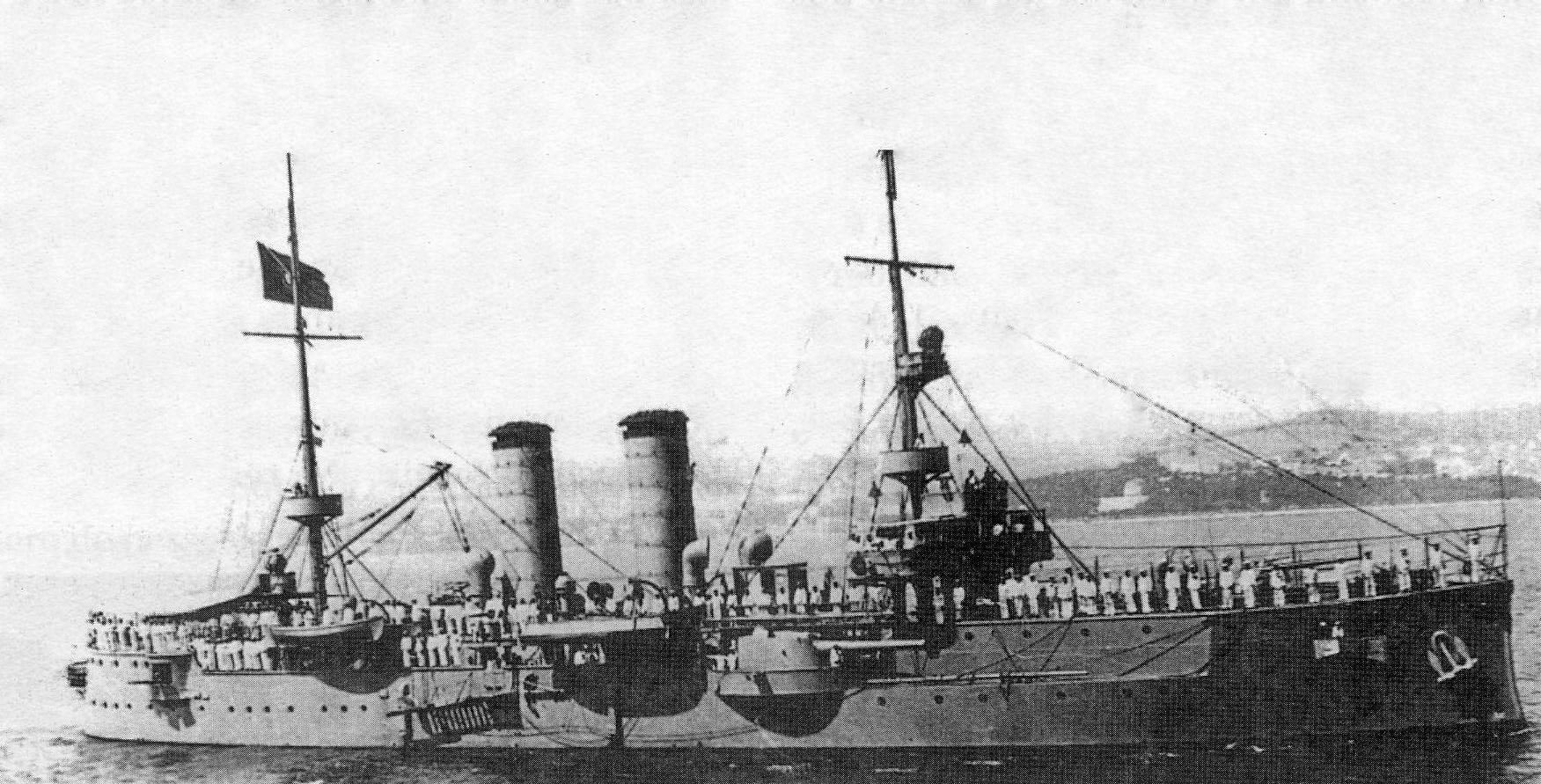
装甲巡洋艦の様な外観に変貌したポルトガル海軍装甲艦「ヴァスコ・ダ・ガマ」

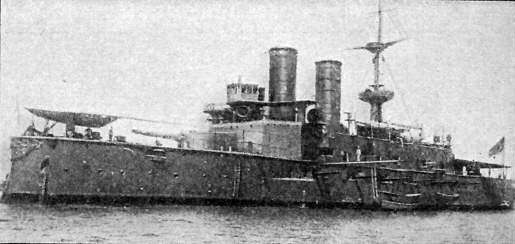
オスマン帝国海軍装甲艦メスディイェ

戦列艦から戦艦への過渡期である20世紀初頭以降、全船体を鉄鋼で作る技術が確立されると、木造ないし鉄骨木皮の装甲艦は次第に廃れていった。日露戦争の時点ではすでに第一線からは退いており、第一次世界大戦が始まるころにはほぼ姿を消している。しかし、一部の国では近代化改装を施し、装甲巡洋艦や海防戦艦の替わりとして再就役させる例が見られ、特にポルトガルの装甲艦「ヴァスコ・ダ・ガマ」は1935年まで現役であった。
船体全体が鋼鉄製になって以後も、戦艦やこれに準じる性能の軍艦を装甲艦と呼ぶ例があった。例えばドイツ海軍のドイッチュラント級ポケット戦艦は、正式には装甲艦（Panzerschiff）に分類されていた。ロシア海軍でも、戦艦に相当する艦を当初は装甲艦（Броненосный корабль）、その後1907年に戦列艦という分類に切り替えるまで艦隊装甲艦（Эскадренный броненосец）の語を用いている。日本語においても、語彙「装甲艦」「甲鉄艦」は、第一次世界大戦終結頃まで、戦艦や巡洋戦艦を含む装甲を有する軍艦の総称であった。

## 装甲艦の初陣

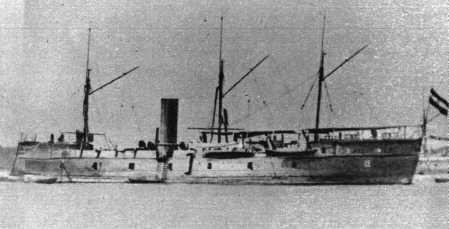
リッサ海戦に参加し、衝角攻撃でイタリア装甲艦を破ったオーストリア＝ハンガリー帝国海軍装甲艦「フェルディナント・マックス」。

広い意味では、装甲艦の最初の実戦使用は、クリミア戦争中の1855年の浮砲台による対地戦闘であった。
装甲艦同士の海戦としては、アメリカ南北戦争中の1862年に起きたハンプトン・ローズ海戦が最初である。
航洋装甲艦隊による最初の海戦としては、1866年のリッサ海戦が著名である。また、1864年にデンマークとプロイセンがバルト海で交戦したヤスムント海戦で装甲艦が投入されたとする説もあり、今後の研究の結果によっては海戦史が一部書き換えられる可能性もある。なお、逆に非装甲の木造艦隊による最後の本格海戦としては、1864年5月にヨーロッパの北海でデンマークとプロイセン・オーストリア連合艦隊が戦ったヘルゴラント海戦が有名である。

## シーメンス・マルタン法
装甲艦を語る上で重要なポイントの一つは船体に用いる金属の質と、その製法である。船舶の歴史上、その素材は木材が主流であった。しかし建造される船舶が次第に大型化するにつれ木材では素材として強度が足りなくなり、木材資源の減少も合わせ価格の高騰が進むようになる。製鉄技術の発達はその問題の解決策となるものであり、薄く延ばした鋼鉄で建造する事で木材を使用するよりも丈夫で軽く、コストを安く抑える事ができるようになるものであった。
製鉄技術の進歩に伴い小型の船舶には徐々に鉄の船体を用いられるようになったが、大型の船舶でこれを行う為にはさらに高い製鉄技術が必要とされる。イギリスの製鉄業では早期に平炉で高級鋼を生産するシーメンス・マルタン法が採用されており、鋼鉄板を同強度の鉄板よりも薄く、軽く、高品質に製造する事が可能であった。この為、イギリスでは早くから大型船の鋼鉄化を実現することが出来た。こうした高い技術力を背景として海外から造船の受注が増加したことにより、イギリスは1890年代までにヨーロッパの造船シェアで8割以上を占める造船大国として君臨する事となる。
こうした進歩の結実の一つが1843年に完成した蒸気船グレート・ブリテン号 (SS Great Britain) である。グレート・ブリテン号は排水量3675トン、全長98メートル、幅15.4メートルで、当時世界最大の鉄製の客船であった。また、鋼鉄のみで建造された貨物船も1881年に進水されたイギリス製のセルビア号である。装甲艦は、こうした高い製鉄技術や造船設計の進歩を背景とし、時代の要求に伴って産まれてきたのである。

## 日本史における装甲艦
日本では、織田信長が伊勢の大名九鬼嘉隆に建造させた、「鉄甲船」という木造の船体の外側に鉄板を貼り付けた大型の軍艦が初の装甲艦の例として挙げられることもある。これは1576年（天正4年）の7月13日の第一次木津川口の戦いの際、毛利輝元麾下の水軍に焙烙火矢攻撃を受けた事を戦訓として、建造されたものである。ただし、鉄甲船の装甲はあくまで防火のためのものであり、防弾を目的とした装甲とは意味が違うものである。そして後世の装甲艦とは技術的なつながりは全く存在しない。
鉄甲船を装甲艦の元祖とみなす立場からは、第二次木津川口の戦いで投入されたのが装甲艦の初陣であると主張される。焙烙火矢を克服して大勝利を得たとするが、勝利の程度は疑問視する見方もある。
近代においては、木製船体の東艦（甲鉄艦）や、鉄骨木皮艦に部分装甲を施した金剛型コルベットなどを輸入した。すでに時代は金属製船体への移行期にあったため、木製船体の採用は少数にとどまった。

## 関連文献
- 『戦艦　装甲艦から高速戦艦までの発達を厳選89隻で解説』石橋孝夫監修、小学館、1985年。ISBN 4-09-330032-1